# Расто
Расто́ (фр. Rasteau) — коммуна во французском департаменте Воклюз региона Прованс — Альпы — Лазурный Берег. Относится к кантону Везон-ла-Ромен. 

## Географическое положение

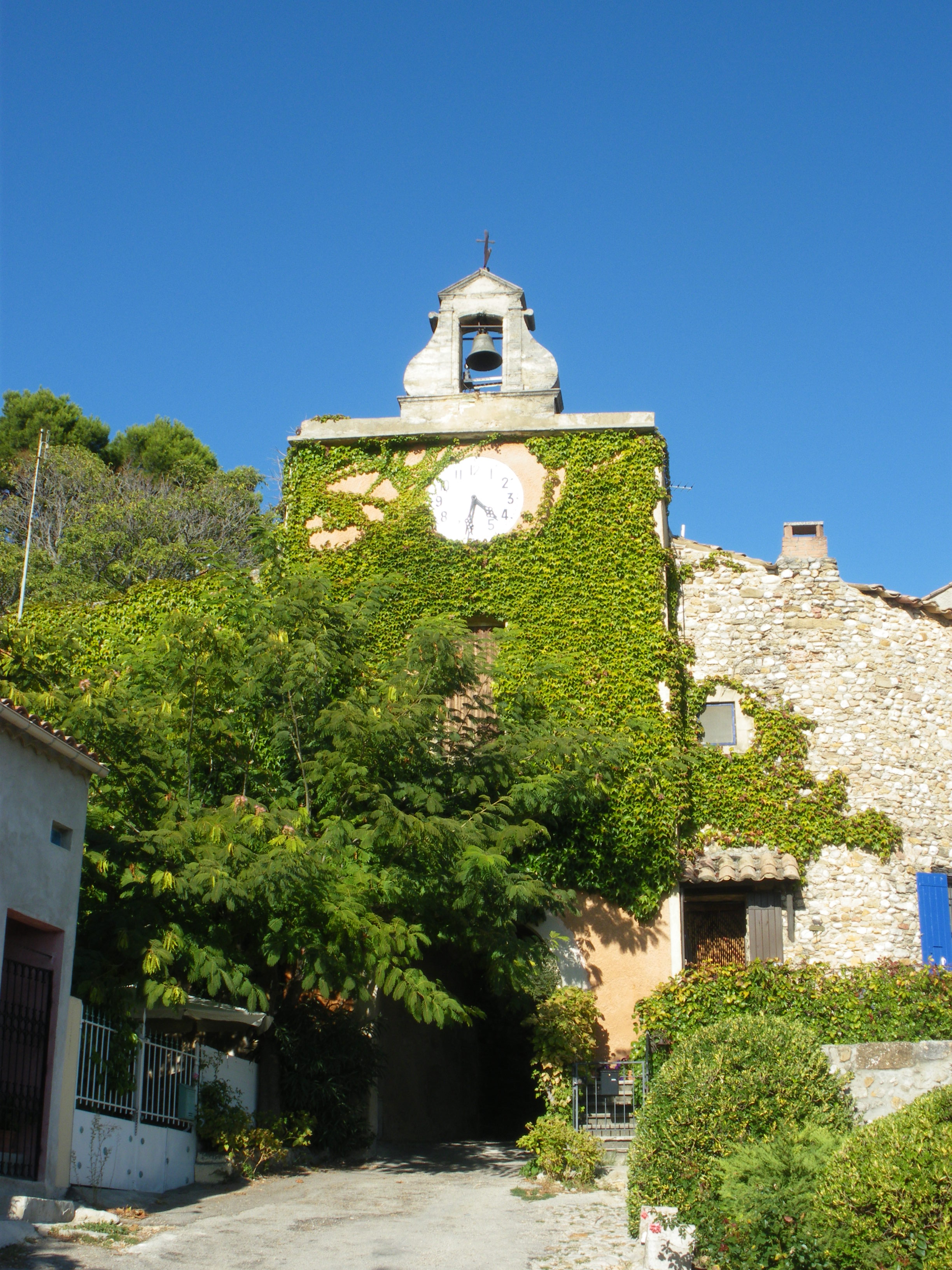
Часовая башня.

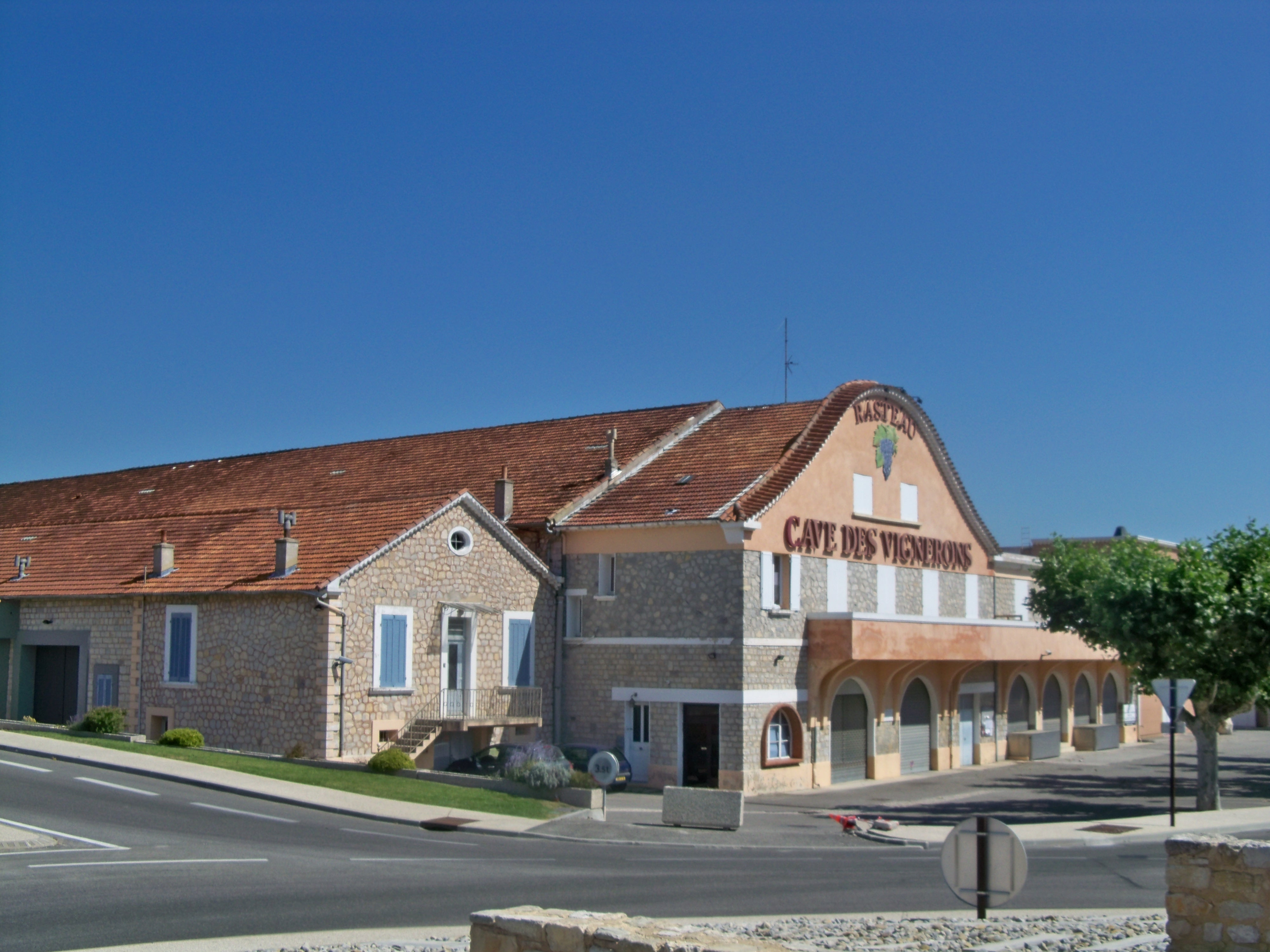
Винные погреба Расто.

Расто расположен в 35 км к северо-востоку от Авиньона. Соседние коммуны: Роэ на северо-востоке, Везон-ла-Ромен на востоке, Сабле на юге, Керанн на западе.
Расто является одной из 16 винодельческих коммун региона, которым присвоен знак AOC Côtes-du-Rhône villages.

### Гидрография
Коммуна стоит на реке Увез.

## Демография
Население коммуны на 2010 год составляло 798 человек.
| 1962 | 1968 | 1975 | 1982 | 1990 | 1999 | 2010 |
| ---- | ---- | ---- | ---- | ---- | ---- | ---- |
| 654  | 659  | 566  | 657  | 673  | 677  | 798  |

## Достопримечательности
- Средневековый замок 1255 года, служил церковью и резиденцией епископа Везон-ла-Ромена.
- Церковь Сен-Дидье.
- Часовня Нотр-Дам-де-Виньерон, XVII век.